# گوژانوو
گوژانوو (به لاتین: Gorzanów) یک روستا در لهستان است که در گمینا بستژتسا کووزکا واقع شده‌است. گوژانوو ۹۲۱ نفر جمعیت دارد.